# Tadeusz Rut
Pour les articles homonymes, voir Rut (homonymie).
Tadeusz Rut, né le 11 octobre 1931 à Przeworsk et mort le 27 mars 2002 à Varsovie, est un athlète polonais spécialiste des épreuves de lancer du marteau.

## Biographie
Il était un professionnel du lancer du marteau (même s'il a commencé par le poids et le disque).
Il a participé par trois fois aux Jeux olympiques, a été porte-drapeau en 1956, et a disputé quatre Championnats d'Europe d'athlétisme.
Après sa carrière sportive, en 1967, il a travaillé comme ingénieur à la Warsaw Hydrobudowie.

## Palmarès
- Jeux olympiques dans l'épreuve du lancer de marteau
  -  Médaille de bronze aux Jeux olympiques d'été de 1960 à Rome
  - 10e Jeux olympiques d'été de 1964 à Tokyo
  - 14e en Jeux olympiques d'été de 1956 à Melbourne
- Championnats d'Europe dans l'épreuve du lancer de marteau
  -  Médaille d'or aux 1958  à Stockholm en établissant un nouveau record à 64,78 m.
  - 4e en 1954  à Berne
  - 8e en 1962  à Belgrade
  - 1966 à Budapest
- Championnats de Pologne
  -  Médaille d'or au lancer de poids en 1955, 1956, 1957, 1958, 1961, 1964, et  1965,
  -  Médaille d'or au lancer du disque en 1956
  -  18 records de Pologne établis

## Records personnels
- marteau - 67,07 m
- disque - 51.04 m
- lancer du poids - 15.82 m